# マーロフシュタイン
マーロフシュタイン (ドイツ語: Marloffstein)は、ドイツ連邦共和国バイエルン州ミッテルフランケンのエアランゲン＝ヘーヒシュタット郡に属す町村（以下、本項では便宜上「町」と記述する）で、ウッテンロイト行政共同体を形成する。
この町の見所は城で、マーロフシュタイン城、アドリッツ城、アッツェルスベルク城、ラーツベルク城があり、この他にツィーブルンネン（泉）も見所の一つである。

## 地理
この自治体は、エアランゲンの北東7kmの高台に位置する。エアランゲンに近く、レグニッツ渓谷を遠望し、南にニュルンベルクに隣接するフレンキシェ・シュヴァイツの高台は、人気の日帰り旅行の目的地となっている。

### 自治体の構成
この町は、公式には6つの地区 (Ort) からなる。このうち小集落や孤立農場などを除く集落を以下に列記する。
- アドリッツ
- アッツェルスベルク
- マーロフシュタイン
- ラーツベルク

## 歴史

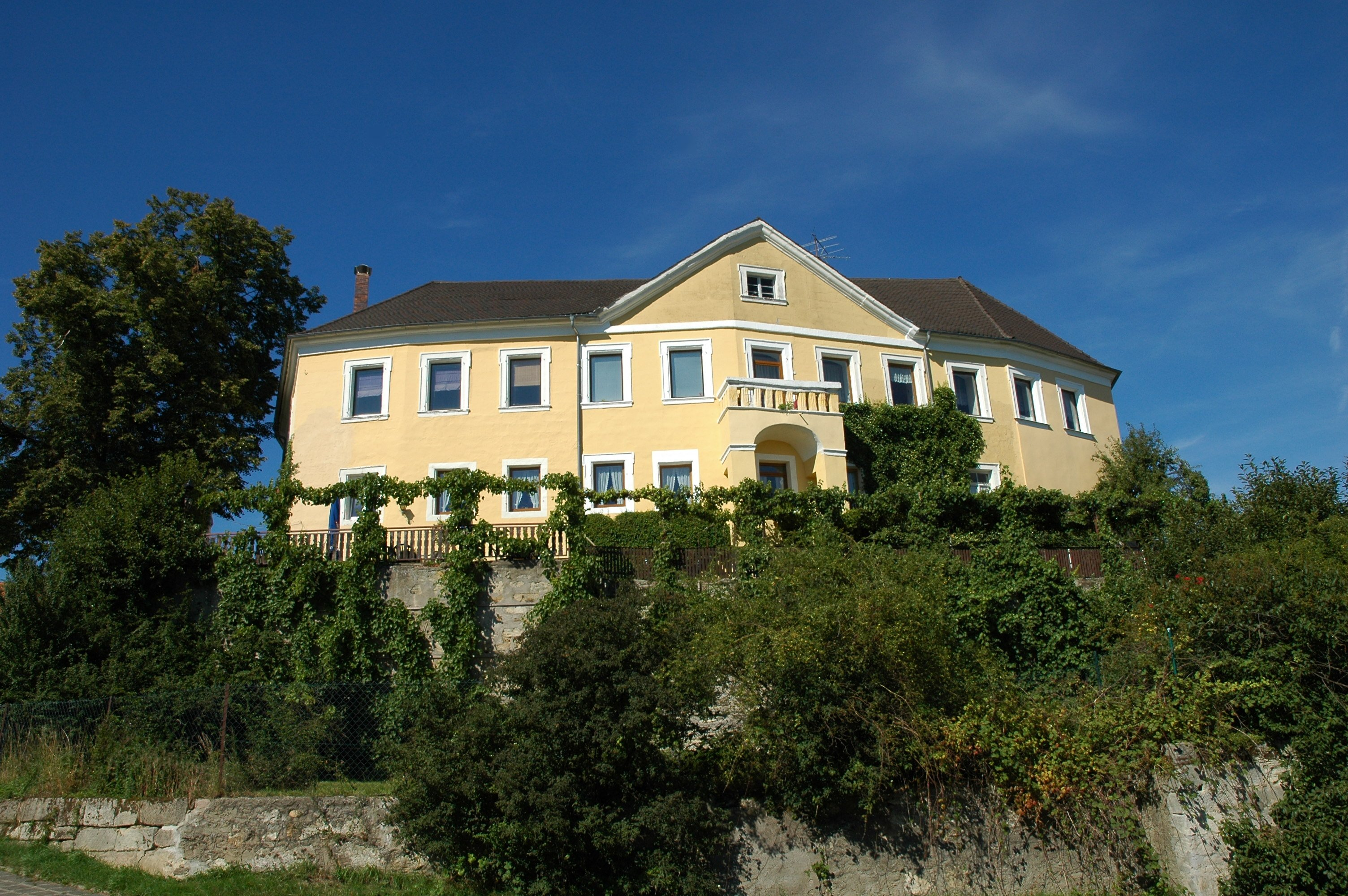
マーロフシュタイン城

1288年にはすでにマロルシュタイン伯ヘルマン・ケラリウスという人物が記録されている。

## 行政

### 議会
マーロフシュタイン議会は12議席で、これに首長が加わる。

### 首長
2014年5月1日からエドァルト・ヴァルツ (Freie Wähler der Höhenzugsgemeinde Marloffstein e.V.) がこの町の町長を務めている

### 紋章
図柄: 黒と銀の胸壁模様の下は左右二分割。向かって左は、赤地に金の獅子。向かって右は、黒と金の斜め五分割。

## 引用
1. ↑  https://www.statistikdaten.bayern.de/genesis/online?operation=result&code=12411-003r&leerzeilen=false&language=de Genesis-Online-Datenbank des Bayerischen Landesamtes für Statistik Tabelle 12411-003r Fortschreibung des Bevölkerungsstandes: Gemeinden, Stichtag (Einwohnerzahlen auf Grundlage des Zensus 2011)
2. ↑  Bayerische Landesbibliothek Online